# 北海道道578号洞爺虻田線
北海道道578号洞爺虻田線（ほっかいどうどう578ごう とうやあぶたせん）は、北海道虻田郡洞爺湖町内を結ぶ一般道道（北海道道）である。

## 概要
洞爺湖の北西を周回するルートである。

### 路線データ
- 起点：北海道虻田郡洞爺湖町洞爺町（北海道道66号岩内洞爺線・北海道道132号洞爺公園洞爺線交点）
- 終点：北海道虻田郡洞爺湖町本町（国道37号交点）
- 路線延長：18.9 km（内、重複区間2.5 km）

## 歴史
- 1967年（昭和42年）3月31日 路線認定[1]。
- 2000年（平成12年）7月4日 虻田町道を編入して終点を国道230号から国道37号に変更[2]。
- 2006年（平成18年）3月31日 終点の位置を変更[3]

## 路線状況

### 重複区間
- 洞爺湖温泉 - 月浦（国道230号）
- 三豊（国道230号）

## 地理

### 通過する自治体
- 胆振総合振興局
  - 虻田郡洞爺湖町

### 交差する道路
洞爺湖町
- 北海道道66号岩内洞爺線 - 洞爺町（起点）
- 北海道道132号洞爺公園洞爺線 - 洞爺町（起点）
- 北海道道285号豊浦洞爺線 - 洞爺町
- 国道230号 - 洞爺湖温泉、月浦（重複）
- 道央自動車道虻田洞爺湖IC - 三豊
- 国道230号 - 三豊（重複）
- 国道37号 - 本町（終点）

### 沿線にある施設など
洞爺湖町
- 浮見堂公園 - 洞爺町
- 曙公園 - 洞爺町
- セイコーマート虻田高砂店 - 高砂町116-2